# Anita (Iowa)
Anita ist eine Kleinstadt (mit dem Status „City“) im Cass County im US-amerikanischen Bundesstaat Iowa. Das U.S. Census Bureau hat bei der Volkszählung 2020 eine Einwohnerzahl von 963 ermittelt.
In Anita befindet sich der Sitz der America’s Old Time Country Music Hall of Fame.

## Geografie
Anita liegt im Südwesten Iowas beiderseits des Turkey Creek, der über den East Nishnabotna River und den Nishnabotna River zum Stromgebiet des Missouri gehört.
Die geografischen Koordinaten von Anita sind 41°26′43″ nördlicher Breite und 94°45′53″ westlicher Länge. Die Stadt erstreckt sich über eine Fläche von 4,4 km² und ist die größte Ortschaft innerhalb der Grant Township.
Im Süden grenzt das Stadtgebiet an den Lake Anita State Park, ein rund um den Lake Anita gelegenes Erholungsgebiet.
Nachbarorte von Anita sind Adair (13 km nordöstlich), Massena (22 km südlich), Cumberland (25,3 km südsüdwestlich), Wiota (11,9 km südwestlich), Brayton (23 km nordwestlich) und Exira (26 km nordnordwestlich).
Die nächstgelegenen größeren Städte sind die Twin Cities in Minnesota (Minneapolis und Saint Paul) (494 km nordnordöstlich), Rochester in Minnesota (440 km nordöstlich), Iowas Hauptstadt Des Moines (103 km ostnordöstlich), Cedar Rapids (288 km in der gleichen Richtung), Kansas City in Missouri (281 km südlich), Nebraskas größte Stadt Omaha (129 km westsüdwestlich), Sioux City (227 km nordwestlich) und South Dakotas größte Stadt Sioux Falls (363 km in der gleichen Richtung).

## Verkehr
In Anita treffen die Iowa State Highways 83 und 148 zusammen. Alle weiteren Straßen sind untergeordnete Landstraßen, teils unbefestigte Fahrwege sowie innerörtliche Verbindungsstraßen.
In Nordost-Südwest-Richtung führt entlang des Turkey Creek durch das Stadtgebiet von Anita eine Eisenbahnstrecke der Iowa Interstate Railroad (IAIS), einer Class II-Eisenbahngesellschaft für den regionalen Frachtverkehr.
Mit dem Anita Municipal Airport befindet sich im südwestlichen Stadtgebiet ein kleiner Flugplatz. Die nächsten Verkehrsflughäfen sind der Des Moines International Airport (102 km östlich) und das  Eppley Airfield in Omaha (131 km westsüdwestlich).

## Bevölkerung
Nach der Volkszählung im Jahr 2010 lebten in Anita 972 Menschen in 427 Haushalten. Die Bevölkerungsdichte betrug 220,9 Einwohner pro Quadratkilometer. In den 427 Haushalten lebten statistisch je 2,19 Personen.
Ethnisch betrachtet bestand die Bevölkerung mit fünf Ausnahmen nur aus Weißen. Unabhängig von der ethnischen Zugehörigkeit waren 0,6 Prozent der Bevölkerung spanischer oder lateinamerikanischer Abstammung.
20,9 Prozent der Bevölkerung waren unter 18 Jahre alt, 55,7 Prozent waren zwischen 18 und 64 und 23,4 Prozent waren 65 Jahre oder älter. 50,2 Prozent der Bevölkerung waren weiblich.
Das mittlere jährliche Einkommen eines Haushalts lag bei 43.150 USD. Das Pro-Kopf-Einkommen betrug 25.203 USD. 6,9 Prozent der Einwohner lebten unterhalb der Armutsgrenze.